# The Cobweb
The Cobweb er en britisk stumfilm fra 1917 af Cecil M. Hepworth.

## Medvirkende
- Henry Edwards som Stephen Mallard
- Alma Taylor som Irma Brian
- Stewart Rome som Merton Forsdyke
- Violet Hopson som Dolorosa
- Marguerite Blanche som Miss Debb